# Елена Бертоккі
Елена Бертоккі (італ. Elena Bertocchi, 19 вересня 1994) — італійська стрибунка у воду.
Учасниця Олімпійських Ігор 2020 року.
Призерка Чемпіонату світу з водних видів спорту 2017 року.
Чемпіонка Європи з водних видів спорту 2018, 2020 років, призерка 2016 року.